# 蘇語系
蘇語系（/ˈsuːən/ Template:Respelling），或稱蘇-卡托巴語系，是主要分佈於北美大平原、俄亥俄河與密西西比河流域及東南部地區的語系。

## 名稱
有些學者將整個語系列為"蘇語系"，並區分為西部蘇語群和東部蘇語群，或稱"核心蘇語"與"卡托巴語"。另一些學者則將"蘇語系"專指西部語群，而用"蘇-卡托巴語系"指稱整個語系。不過一般情況下，"蘇語系"一詞通常不加區分地使用。

## 語系劃分
蘇語系包含約20種語言及多種方言：
- 蘇語系
  - 西部蘇語群
    - 曼丹語 †
      - 努普塔雷方言
      - 努埃塔雷方言

    - 密蘇里河蘇語（又稱克勞-希達察語）
      - 克勞語（又稱阿布薩羅卡語）－3,500名使用者
      - 希達察語（又稱米尼塔里語）－200名使用者

    - 密西西比河谷蘇語（又稱中部蘇語）
      - 米奇加米亞語? †
      - 達科塔語群（又稱蘇-阿西尼博因-斯通尼語）
        - 納科達語
          - 阿西尼博因語－150名使用者
          - 斯通尼語－3,200名使用者

        - 蘇語－25,000名使用者
          - 拉科塔語－2,100名使用者
          - 達科塔語（有時分為西達科塔語和東達科塔語）－290名使用者

      - 奇韋雷-溫內巴戈語
        - 奇韋雷語 †
        - 溫內巴戈語－250名使用者

      - 德吉漢語群
        - 奧馬哈-蓬卡語－85名使用者
        - 坎薩-奧塞奇語
          - 坎薩語 †
          - 奧塞奇語 †，復興中

        - 夸保語－僅存1名使用者

    - 俄亥俄河谷蘇語
      - 弗吉尼亞蘇語
        - 圖特羅語 †
        - 莫內頓語 †

      - 密西西比蘇語
        - 比洛克西語 †
        - 奧福語 †

  - 東部蘇語/卡托巴語
    - 卡托巴語 †
    - 沃康語 †

(†)－絕跡語言
蘇語系可分為西部蘇語群和卡托巴語支兩大分支。
西部蘇語群通常再細分為密蘇里河語群（如克勞語和希達察語）、曼丹語、密西西比河語群（如達科塔語、奇韋雷語-溫內巴戈語和德吉漢語群），以及俄亥俄河谷蘇語（奧福語、比洛克西語和圖特羅語）。卡托巴語支則包含卡托巴語和沃康語。
查爾斯·F·沃格林基於語言學證據，確認卡托巴語支與其他蘇語（包括皮德蒙特和阿巴拉契亞地區的鄰近蘇語）差異顯著，應視為獨立分支。沃格林提出比洛克西語、奧福語和圖特羅語構成一個語群，稱為俄亥俄河谷蘇語。這個語群包含歷史上不僅在俄亥俄河谷，還遍及阿巴拉契亞高原直至現今弗吉尼亞州和卡羅來納州皮德蒙特地區的蘇族人所使用的多種語言。歐洲人接觸後，其中一些族群遷徙或被迫遠離原居地，最遠到達現今的安大略省和密西西比州南部。這些阿巴拉契亞和皮德蒙特地區的蘇語有時統稱為圖特羅語、圖特羅-薩波尼語或耶薩語（Yesa:sahį），是歷史上莫納坎人、馬納霍克人、哈利瓦-薩波尼人和奧卡尼奇人使用的語言。

## 原始蘇語
原始蘇語是所有現代蘇語語系的重建祖語。

### 早期的提議
在蘇語-卡塔瓦語系內，已有一定程度的比較研究。Wolff（1950–51）是此領域最早且較完整的研究之一。他重建了原始蘇語的音韻系統，後來經過Matthews（1958）的修改，其系統如下表所示：
|        | 唇音 | 齒齦音 | 顎音 | 軟腭音 | 喉音 |
| ------ | ---- | ------ | ---- | ------ | ---- |
| 塞音   | *p   | *t     |      | *k     | *ʔ   |
| 擦音   |      | *s     | *ʃ   | *x     | *h   |
| 鼻塞音 | *m   | *n     |      |        |      |
| 近音   | *w   | *r     | *j   |        |      |

在元音方面，重建了五個非鼻化的元音：/*i, *e, *a, *o, *u/，以及三個鼻化元音：/*ĩ, *ã, *ũ/。Wolff還重建了一些輔音叢，例如/*tk, *kʃ, *ʃk, *sp/。

### 當前的提議
自1984年於科羅拉多大學舉辦的「蘇語比較工作坊」以來，許多蘇語學者合作展開比較研究，目標是編纂一部包含原始蘇語重建的蘇語比較詞典。Rankin, Robert L.; Carter, Richard T.; Jones, A. Wesley; Koontz, John E.; Rood, David S.; Hartmann, Iren (编). . Leipzig: Max Planck Institute for Evolutionary Anthropology. 2015  [2015-12-13]. 這項研究提出了不同的原始蘇語音系分析，詳見下方：Rankin, Robert L., Carter, Richard T. & Jones, A. Wesley (n.d.). Proto-Siouan Phonology and Grammar. Ms. University of Kansas.

#### 輔音系統
|      |          | 唇音 | 齒音 | 顎音 | 軟腭音 | 喉音 |
| ---- | -------- | ---- | ---- | ---- | ------ | ---- |
| 塞音 | 一般     | *p   | *t   |      | *k     | *ʔ   |
| 塞音 | 緊喉音   | *pʼ  | *tʼ  |      | *kʼ    |      |
| 塞音 | 預送氣音 | *ʰp  | *ʰt  |      | *ʰk    |      |
| 塞音 | 送氣音   | *pʰ  | *tʰ  |      | *kʰ    |      |
| 擦音 | 一般     |      | *s   | *ʃ   | *x     | *h   |
| 擦音 | 緊喉音   |      | *sʼ  | *ʃʼ  | *xʼ    |      |
| 響音 | 響音     | *w   | *r   | *j   |        |      |
| 阻音 | 阻音     | *W   | *R   |      |        |      |

在蘇語學術文獻中，通常使用美洲主義音標進行轉錄，例如IPA的ʃ對應於美洲主義音標的š，而IPA的j對應為y*。
主要的修訂在於，此系統通過追溯多個現代蘇語的塞音系列，確立了原始語中也存在多個塞音系列，而不是早期分析中假設的單一系列。Wolff, Hans. . International Journal of American Linguistics. 1950, 16 (3): 113–121. S2CID 197656511. doi:10.1086/464075.
Wolff（1950–51）提出的許多輔音叢可以用元音省略來解釋，例如Matthews（1958: 129）將「男性」的原始形式重建為wróke，而Rankin等人（2015）根據更多語言資料，將其重建為waroː(-ka)。
與Wolff和Matthews的提議不同，原始蘇語中不假設鼻音。鼻音僅在後接鼻化元音時於子語中出現。Michaud, Alexis; Jacques, Guillaume; Rankin, Robert L. . Diachronica. 2012, 29 (2): 201–230. S2CID 53057252. doi:10.1075/dia.29.2.04mic.
此外，某些音位是其相應響音的阻音化版本，這些音位在子語中有不同的反映形式，例如w在大多數子語中可表現為[w]或[m]，而W則可表現為[w]、[b]、[mb]或[p]。

#### 元音系統
過去的研究只假設了單一的元音長度。然而，音位性元音長度在多種蘇語中存在，例如希達薩語、胡查克語和圖特洛語。Rankin等人（2015）認為，許多長元音是通過共同繼承，而非後來的共同創新得來的。以下是他們提出的原始蘇語元音系統：
|    |        | 前元音 | 前元音 | 中元音 | 中元音 | 後元音 | 後元音 |
| 短 | 長     | 短     | 長     | 短     | 長     |        |        |
| -- | ------ | ------ | ------ | ------ | ------ | ------ | ------ |
| 高 | 非鼻化 | *i     | *iː    |        |        | *u     | *uː    |
| 高 | 鼻化   | *ĩ     | *ĩː    |        |        | *ũ     | *ũː    |
| 中 | 中     | *e     | *eː    |        |        | *o     | *oː    |
| 低 | 非鼻化 |        |        | *a     | *aː    |        |        |
| 低 | 鼻化   |        |        | *ã     | *ãː    |        |        |

外部關係
孤立語言尤奇語可能是蘇-卡托巴語系最親近的親屬，基於音變和形態比較。
19世紀，羅伯特·萊瑟姆提出蘇語系與卡多安語系和易洛魁語系有關聯。1931年，路易斯·艾倫首次提出25個詞項在蘇語和易洛魁語中的系統對應關係。1960至1970年代，華萊士·切夫進一步探索蘇語與卡多安語的聯繫。1990年代，瑪麗安·米蘇恩比較了三個語系的形態和句法。目前，這個大蘇語系假說尚未被證實，三個語系間的相似性可能源於它們的原始語言曾屬於同一語言聯盟。

## 延伸閱讀
- Parks, Douglas R.; Rankin, Robert L. . DeMallie, R. J.  (编). . 13: Plains. Washington, DC: Smithsonian Institution. 2001: 94–114. ISBN 0-16-050400-7.
- Voegelin, C.F. . American Anthropologist. 1941, 42 (2): 246–249. JSTOR 662955. doi:10.1525/aa.1941.43.2.02a00080.

- Rudin, Catherine; Gordon, Bryan James. Rudin, Catherine; Gordon, Bryan James , 编. . Studies in Diversity Linguistics. Berlin: Language Science Press. 2016. ISBN 978-3-946234-37-1. doi:10.17169/langsci.b94.118.

## 外部連結
- 比較蘇語詞典
- 蘇語郵件列表存檔 的存檔，存档日期2005-10-25.